# Heukenstraße 11 (Mönchengladbach)

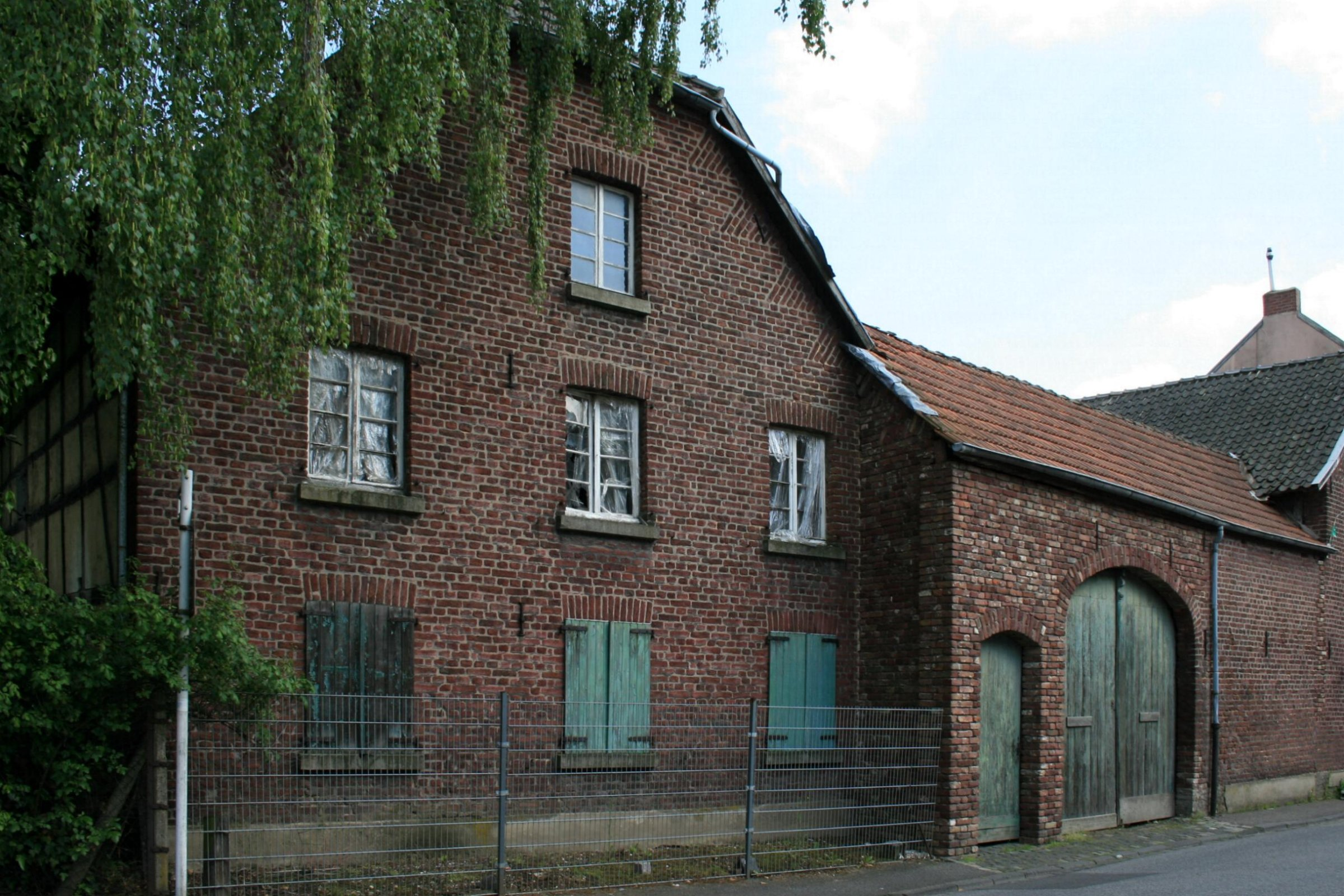
Fachwerkhofanlage (2011)

Die Fachwerkshofanlage Heukenstraße 11 steht im Stadtteil Giesenkirchen in Mönchengladbach (Nordrhein-Westfalen).
Das Gebäude wurde in der ersten Hälfte des 19. Jahrhunderts erbaut. Es wurde unter Nr. H 060  am 4. November 1993 in die Denkmalliste der Stadt Mönchengladbach eingetragen.

## Lage
Das Objekt liegt südwestlich der Pfarrkirche Giesenkirchen an der Einmündung der Borrengasse in die Heukenstraße.

## Architektur
Es handelt sich um ein giebelständiges, zweigeschossiges Wohnhaus unter Krüppelwalmdach, zu drei Jochen mit vier Ständerpaaren. Traufständiges Torhaus mit stichbogiger Zugangstür und zweiflügeligem, korbbogigem Zufahrtstor. Fachwerkbau mit Backsteinschale an der Straßenseite.